# Llista d'asteroides/188801-188900
| Nom            | Designació provisional | Data de descobriment   | Lloc de descobriment | Descobridor/s       |
| -------------- | ---------------------- | ---------------------- | -------------------- | ------------------- |
| 188801 -       | 2005 WZ65              | 22 de novembre de 2005 | Kitt Peak            | Spacewatch          |
| 188802 -       | 2005 WX67              | 22 de novembre de 2005 | Kitt Peak            | Spacewatch          |
| 188803 -       | 2005 WZ72              | 25 de novembre de 2005 | Kitt Peak            | Spacewatch          |
| 188804 -       | 2005 WP81              | 28 de novembre de 2005 | Socorro              | LINEAR              |
| 188805 -       | 2005 WT88              | 23 de novembre de 2005 | Socorro              | LINEAR              |
| 188806 -       | 2005 WF103             | 26 de novembre de 2005 | Catalina             | CSS                 |
| 188807 -       | 2005 WM116             | 30 de novembre de 2005 | Socorro              | LINEAR              |
| 188808 -       | 2005 WS169             | 30 de novembre de 2005 | Mount Lemmon         | Mount Lemmon Survey |
| 188809 -       | 2005 WX181             | 25 de novembre de 2005 | Catalina             | CSS                 |
| 188810 -       | 2005 WR182             | 26 de novembre de 2005 | Socorro              | LINEAR              |
| 188811 -       | 2005 WJ185             | 29 de novembre de 2005 | Palomar              | NEAT                |
| 188812 -       | 2005 WK190             | 20 de novembre de 2005 | Palomar              | NEAT                |
| 188813 -       | 2005 XV1               | 1 de desembre de 2005  | Kitt Peak            | Spacewatch          |
| 188814 -       | 2005 XS9               | 1 de desembre de 2005  | Kitt Peak            | Spacewatch          |
| 188815 -       | 2005 XZ12              | 1 de desembre de 2005  | Kitt Peak            | Spacewatch          |
| 188816 -       | 2005 XU24              | 2 de desembre de 2005  | Mount Lemmon         | Mount Lemmon Survey |
| 188817 -       | 2005 XX32              | 4 de desembre de 2005  | Kitt Peak            | Spacewatch          |
| 188818 -       | 2005 XY68              | 6 de desembre de 2005  | Kitt Peak            | Spacewatch          |
| 188819 -       | 2005 XN87              | 6 de desembre de 2005  | Socorro              | LINEAR              |
| 188820 -       | 2005 YW1               | 22 de desembre de 2005 | RAS                  | A. Lowe             |
| 188821 -       | 2005 YR6               | 21 de desembre de 2005 | Kitt Peak            | Spacewatch          |
| 188822 -       | 2005 YT65              | 25 de desembre de 2005 | Mount Lemmon         | Mount Lemmon Survey |
| 188823 -       | 2005 YY89              | 26 de desembre de 2005 | Mount Lemmon         | Mount Lemmon Survey |
| 188824 -       | 2005 YZ94              | 24 de desembre de 2005 | Kitt Peak            | Spacewatch          |
| 188825 -       | 2005 YA178             | 23 de desembre de 2005 | Kitt Peak            | Spacewatch          |
| 188826 -       | 2005 YZ194             | 31 de desembre de 2005 | Kitt Peak            | Spacewatch          |
| 188827 -       | 2005 YK221             | 23 de desembre de 2005 | Kitt Peak            | Spacewatch          |
| 188828 -       | 2005 YH277             | 25 de desembre de 2005 | Kitt Peak            | Spacewatch          |
| 188829 -       | 2006 AV19              | 5 de gener de 2006     | Catalina             | CSS                 |
| 188830 -       | 2006 AX21              | 5 de gener de 2006     | Catalina             | CSS                 |
| 188831 -       | 2006 AY75              | 5 de gener de 2006     | Socorro              | LINEAR              |
| 188832 -       | 2006 AZ77              | 8 de gener de 2006     | Kitt Peak            | Spacewatch          |
| 188833 -       | 2006 BS24              | 23 de gener de 2006    | Mount Lemmon         | Mount Lemmon Survey |
| 188834 -       | 2006 BW36              | 23 de gener de 2006    | Socorro              | LINEAR              |
| 188835 -       | 2006 BP90              | 25 de gener de 2006    | Kitt Peak            | Spacewatch          |
| 188836 -       | 2006 BK159             | 26 de gener de 2006    | Kitt Peak            | Spacewatch          |
| 188837 -       | 2006 BN194             | 30 de gener de 2006    | Kitt Peak            | Spacewatch          |
| 188838 -       | 2006 BG201             | 31 de gener de 2006    | Mount Lemmon         | Mount Lemmon Survey |
| 188839 -       | 2006 CA6               | 1 de febrer de 2006    | Mount Lemmon         | Mount Lemmon Survey |
| 188840 -       | 2006 CU16              | 1 de febrer de 2006    | Mount Lemmon         | Mount Lemmon Survey |
| 188841 -       | 2006 DZ39              | 22 de febrer de 2006   | Kitt Peak            | Spacewatch          |
| 188842 -       | 2006 DP129             | 25 de febrer de 2006   | Kitt Peak            | Spacewatch          |
| 188843 -       | 2006 DX131             | 25 de febrer de 2006   | Kitt Peak            | Spacewatch          |
| 188844 -       | 2006 DH157             | 27 de febrer de 2006   | Kitt Peak            | Spacewatch          |
| 188845 -       | 2006 DK189             | 27 de febrer de 2006   | Kitt Peak            | Spacewatch          |
| 188846 -       | 2006 EV25              | 3 de març de 2006      | Kitt Peak            | Spacewatch          |
| 188847 Rhipeus | 2006 FT9               | 23 de març de 2006     | Calvin-Rehoboth      | Calvin College      |
| 188848 -       | 2006 RM92              | 15 de setembre de 2006 | Kitt Peak            | Spacewatch          |
| 188849 -       | 2006 SL19              | 18 de setembre de 2006 | Socorro              | LINEAR              |
| 188850 -       | 2006 SS93              | 18 de setembre de 2006 | Kitt Peak            | Spacewatch          |
| 188851 -       | 2006 SJ97              | 18 de setembre de 2006 | Kitt Peak            | Spacewatch          |
| 188852 -       | 2006 SE117             | 24 de setembre de 2006 | Kitt Peak            | Spacewatch          |
| 188853 -       | 2006 SE150             | 19 de setembre de 2006 | Kitt Peak            | Spacewatch          |
| 188854 -       | 2006 SF151             | 19 de setembre de 2006 | Kitt Peak            | Spacewatch          |
| 188855 -       | 2006 SC198             | 28 de setembre de 2006 | RAS                  | A. Lowe             |
| 188856 -       | 2006 SN261             | 26 de setembre de 2006 | Catalina             | CSS                 |
| 188857 -       | 2006 ST345             | 28 de setembre de 2006 | Kitt Peak            | Spacewatch          |
| 188858 -       | 2006 TL16              | 11 d'octubre de 2006   | Kitt Peak            | Spacewatch          |
| 188859 -       | 2006 TC22              | 11 d'octubre de 2006   | Kitt Peak            | Spacewatch          |
| 188860 -       | 2006 TX28              | 12 d'octubre de 2006   | Kitt Peak            | Spacewatch          |
| 188861 -       | 2006 TM31              | 12 d'octubre de 2006   | Kitt Peak            | Spacewatch          |
| 188862 -       | 2006 TL42              | 12 d'octubre de 2006   | Kitt Peak            | Spacewatch          |
| 188863 -       | 2006 TG99              | 15 d'octubre de 2006   | Kitt Peak            | Spacewatch          |
| 188864 -       | 2006 UW116             | 19 d'octubre de 2006   | Kitt Peak            | Spacewatch          |
| 188865 -       | 2006 UW133             | 19 d'octubre de 2006   | Kitt Peak            | Spacewatch          |
| 188866 -       | 2006 UC150             | 20 d'octubre de 2006   | Catalina             | CSS                 |
| 188867 -       | 2006 US174             | 21 d'octubre de 2006   | Lulin Observatory    | H.-C. Lin, Q.-z. Ye |
| 188868 -       | 2006 UQ180             | 16 d'octubre de 2006   | Catalina             | CSS                 |
| 188869 -       | 2006 UE197             | 20 d'octubre de 2006   | Kitt Peak            | Spacewatch          |
| 188870 -       | 2006 UD233             | 21 d'octubre de 2006   | Mount Lemmon         | Mount Lemmon Survey |
| 188871 -       | 2006 UB243             | 27 d'octubre de 2006   | Mount Lemmon         | Mount Lemmon Survey |
| 188872 -       | 2006 US271             | 27 d'octubre de 2006   | Mount Lemmon         | Mount Lemmon Survey |
| 188873 -       | 2006 UZ271             | 27 d'octubre de 2006   | Mount Lemmon         | Mount Lemmon Survey |
| 188874 -       | 2006 UA287             | 28 d'octubre de 2006   | Kitt Peak            | Spacewatch          |
| 188875 -       | 2006 VV6               | 10 de novembre de 2006 | Kitt Peak            | Spacewatch          |
| 188876 -       | 2006 VL20              | 9 de novembre de 2006  | Kitt Peak            | Spacewatch          |
| 188877 -       | 2006 VM44              | 13 de novembre de 2006 | Mount Lemmon         | Mount Lemmon Survey |
| 188878 -       | 2006 VA71              | 11 de novembre de 2006 | Kitt Peak            | Spacewatch          |
| 188879 -       | 2006 VG101             | 11 de novembre de 2006 | Kitt Peak            | Spacewatch          |
| 188880 -       | 2006 VE108             | 13 de novembre de 2006 | Kitt Peak            | Spacewatch          |
| 188881 -       | 2006 WT12              | 16 de novembre de 2006 | Mount Lemmon         | Mount Lemmon Survey |
| 188882 -       | 2006 WH13              | 16 de novembre de 2006 | Mount Lemmon         | Mount Lemmon Survey |
| 188883 -       | 2006 WJ44              | 16 de novembre de 2006 | Kitt Peak            | Spacewatch          |
| 188884 -       | 2006 WM44              | 16 de novembre de 2006 | Kitt Peak            | Spacewatch          |
| 188885 -       | 2006 WQ69              | 17 de novembre de 2006 | Mount Lemmon         | Mount Lemmon Survey |
| 188886 -       | 2006 WL81              | 18 de novembre de 2006 | Kitt Peak            | Spacewatch          |
| 188887 -       | 2006 WD152             | 21 de novembre de 2006 | Socorro              | LINEAR              |
| 188888 -       | 2006 WT169             | 23 de novembre de 2006 | Kitt Peak            | Spacewatch          |
| 188889 -       | 2006 WQ196             | 20 de novembre de 2006 | Catalina             | CSS                 |
| 188890 -       | 2006 XQ                | 9 de desembre de 2006  | Pla D'Arguines       | R. Ferrando         |
| 188891 -       | 2006 XH10              | 9 de desembre de 2006  | Kitt Peak            | Spacewatch          |
| 188892 -       | 2006 XM19              | 11 de desembre de 2006 | Kitt Peak            | Spacewatch          |
| 188893 -       | 2006 XW26              | 12 de desembre de 2006 | Catalina             | CSS                 |
| 188894 -       | 2006 XS56              | 15 de desembre de 2006 | Marly                | P. Kocher           |
| 188895 -       | 2006 XW62              | 15 de desembre de 2006 | Kitt Peak            | Spacewatch          |
| 188896 -       | 2006 XX68              | 1 de desembre de 2006  | Catalina             | CSS                 |
| 188897 -       | 2006 YD8               | 20 de desembre de 2006 | Mount Lemmon         | Mount Lemmon Survey |
| 188898 -       | 2006 YQ40              | 22 de desembre de 2006 | Kitt Peak            | Spacewatch          |
| 188899 -       | 2006 YG46              | 21 de desembre de 2006 | Palomar              | NEAT                |
| 188900 -       | 2007 AL8               | 10 de gener de 2007    | Nyukasa              | Nyukasa             |